# Gorgomyces hungaricus
Gorgomyces hungaricus är en svampart som beskrevs av J. Gönczöl & Révay 1985. Gorgomyces hungaricus ingår i släktet Gorgomyces, divisionen sporsäcksvampar och riket svampar.   Inga underarter finns listade i Catalogue of Life.